# Бугуи, Жан-Жак
Жан-Жак Бугуи́ (фр. Jean Jacques Bougouhi; 12 июня 1992, Бинжервиль, Кот-д'Ивуар) — ивуарийский футболист, нападающий. Свободный агент с 1 июля 2021 года.

## Клубная карьера
Родился в Кот-д’Ивуаре, в городе Бинжервиль 12 июня 1992 года.
Первым клубом стал «АСЕК Мимозас», из которого в двадцатилетнем возрасте перебрался в армейский клуб СОА. С 2014 года выступал за армянский «Ширак», в котором стал лучшим бомбардиром клуба, забив 21 гол. В этом сезоне забил все три гола «Ширака» в квалификационных играх Лиги Европы: его мячи помогли армянскому клубу пройти боснийский «Зриньски». В чемпионате страны в первом же туре гол Бугуи на 82-й минуте матча принес победу «Шираку» над «Ганзасаром» — 2:1.
7 августа 2015 года перешёл в клуб «Торпедо» Армавир. Контракт был рассчитан на 3 года. Был заявлен за клуб в первенстве ФНЛ буквально за 19 минут до стартового свистка на матч против нижегородской «Волги»
В июне 2016 года расторг договор с командой, выбывшей в ПФЛ, и стал свободным агентом. 24 июня 2016 года заключил долгосрочный контракт с клубом «Урал» из Екатеринбурга. 24 мая 2017 года расторг контракт с командой «Урал».
Затем выступал за клубы Финляндии, Турции и Армении. В составе клуба «Арарат-Армения» стал чемпионом Армении сезона 2018/19.